# 신보 아키유키
신보 아키유키(일본어: 新房 昭之, 1961년 9월 27일~)는 일본의 애니메이션 연출가이자, 애니메이션 감독, 전 애니메이터이다. 후쿠시마현 출신.
작품마다 독보적인 연출과 독특한 영상 기법이 특징이며 특유의 제작 기법으로 오타쿠 팬층에서 인기가 높다.
그가 연출한 작품 중에서 일부 혐한요소를 통해 대한민국의 네티즌 사이에서 논란이 되기도 한다.

## 대표작
- 3월의 라이온 (2016)
- 츠키모노가타리 (2014)
- 메카쿠시티 액터즈 (2014)
- 니세코이 (2014)
- 모노가타리 세컨드 (2013)
- 히다마리 스케치 x 허니컴 (2012)
- 니세모노가타리 (2012)
- 마리아†홀릭 얼라이브 (2011)
- 전파녀와 청춘남 (2011)
- 마법소녀 마도카☆마기카 (2011)
- 아라카와 언더 더 브리지 2 (2010)
- 아라카와 언더 더 브리지 1 (2010)
- 그래도 마을은 돌아간다 (2010)
- 벰파이어 프린세스 (2010)
- 히다마리 스케치 × ☆☆☆ (2010)
- 여름의 폭풍! ~춘하동중~ (2009)
- 참 안녕, 절망선생 (2009)
- 바케모노 가타리 (2009)
- 여름의 폭풍! (2009)
- 마리아†홀릭 (2009)
- 히다마리 스케치 × 365 (2008)
- 속 안녕, 절망선생 (2008)
- 안녕, 절망선생 (2007)
- 히다마리 스케치 (2007)
- 네기마!? (2006)
- 파니포니대쉬 (2005)
- 월영 -MOON PHASE- (2004)
- 마법소녀 리리컬 나노하(2004)
- 소울 테이커 (2001)
- 가자! 우주전함 야마모토 요코 (1999)
- 메탈파이터 미쿠 (1994)
- 쏘아올린 불꽃, 밑에서 볼까? 옆에서 볼까? (2017년 영화)(2017)